# Georgetown University

Georgetown Universitys sigill.

Georgetown Universitys logotyp.

Georgetown University är ett universitet i stadsdelen Georgetown i den amerikanska huvudstaden Washington, D.C.. Universitetet är privat och har kopplingar till den katolska Jesuitorden. Det grundades 1789 och är därmed USA:s äldsta katolska universitet.
Georgetown är känt för sin höga akademiska standard och för utmärkta program i juridik (Georgetown Law School), medicin (Georgetown School of Medicine) samt internationella relationer och diplomati (Edmund A. Walsh School of Foreign Service) .
Bland de som tagit examen vid universitetet märks den tidigare amerikanske presidenten Bill Clinton, Europeiska kommissionens ordförande José Manuel Durão Barroso, USA:s före detta försvarsminister Robert Gates och Marcus Wallenberg.

## Galleri

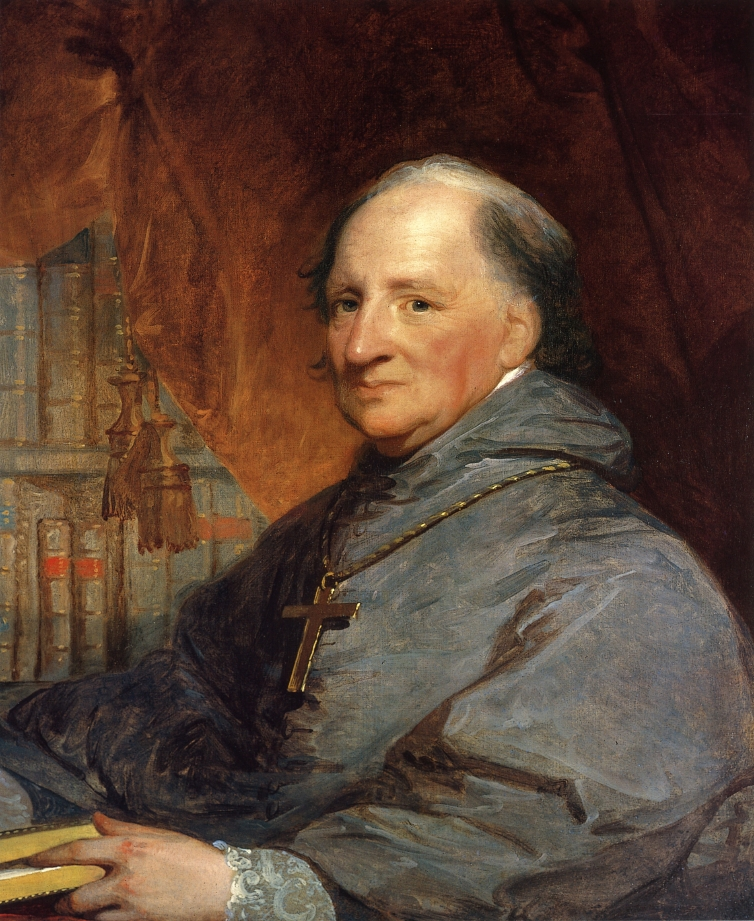
John Carroll, Georgetown Universitys grundare.
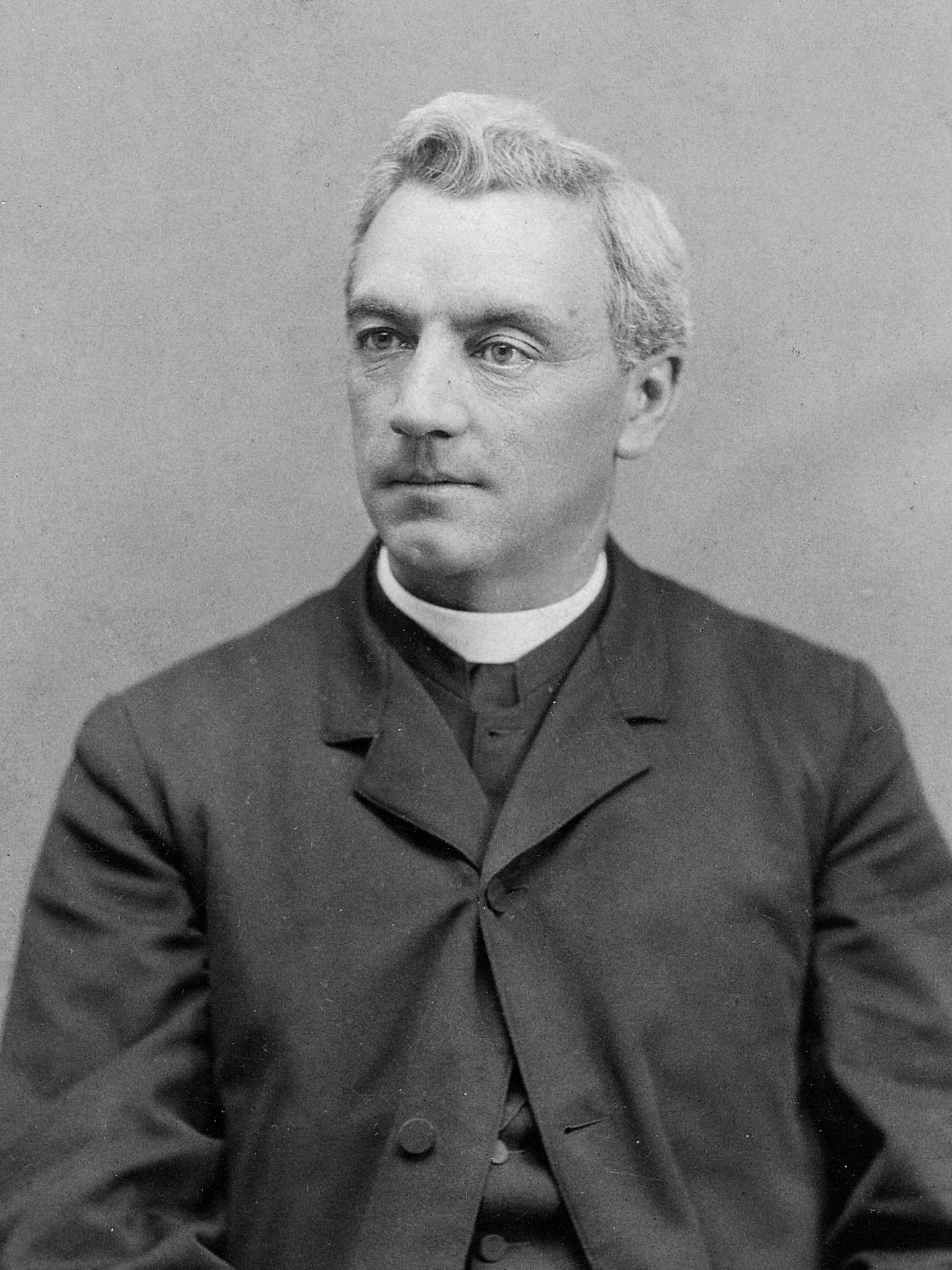
Patrick Francis Healy Francis Healy transformerade skolan till ett modernt universitet efter inbördeskriget.
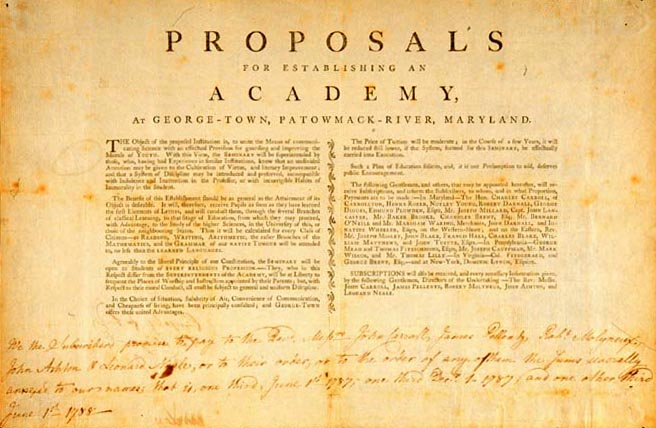
Förslag från 1787 om grundandet av ett universitet.
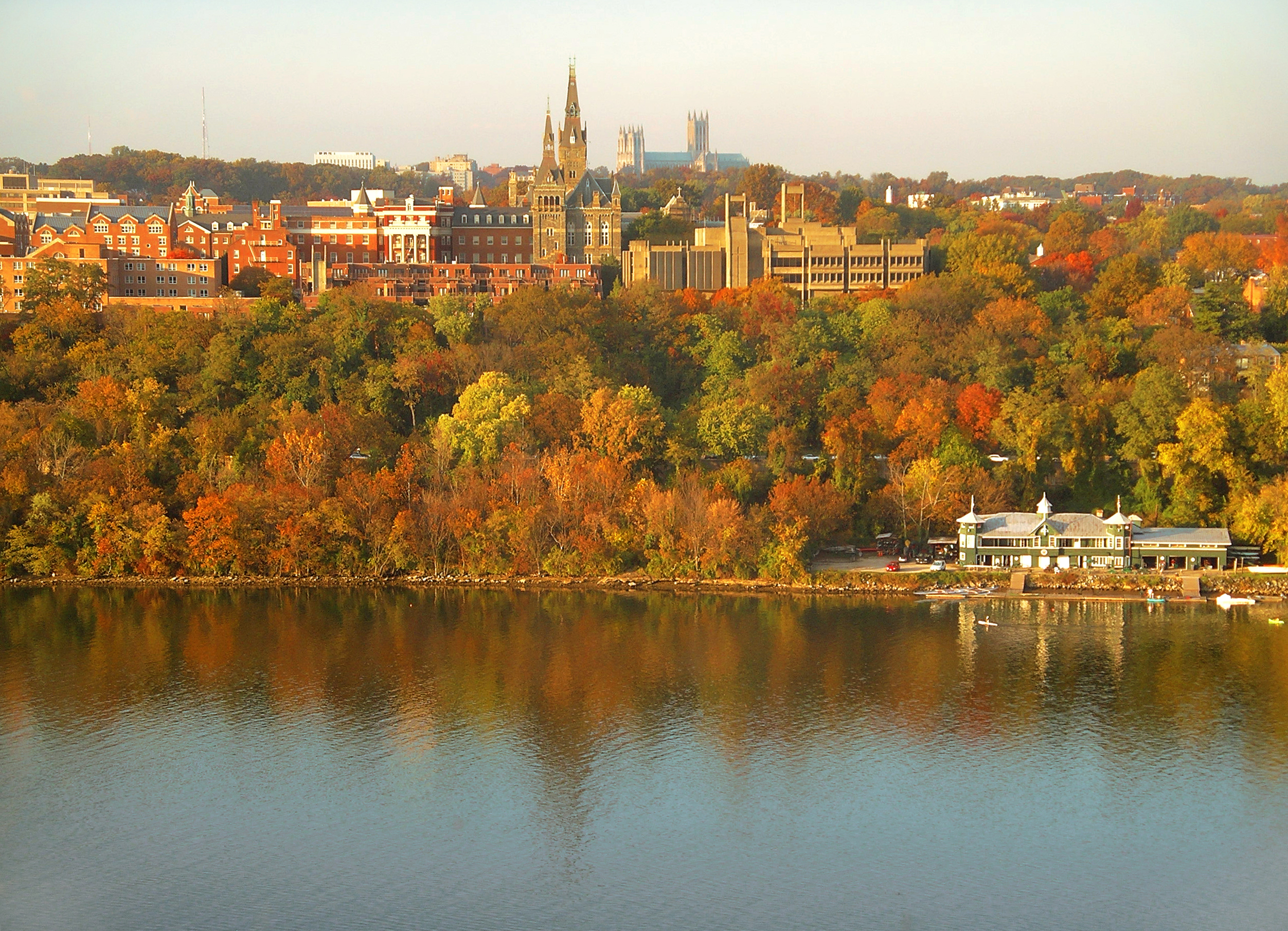
Vy över Georgetown University. I bakgrunden ses Washington National Cathedral.
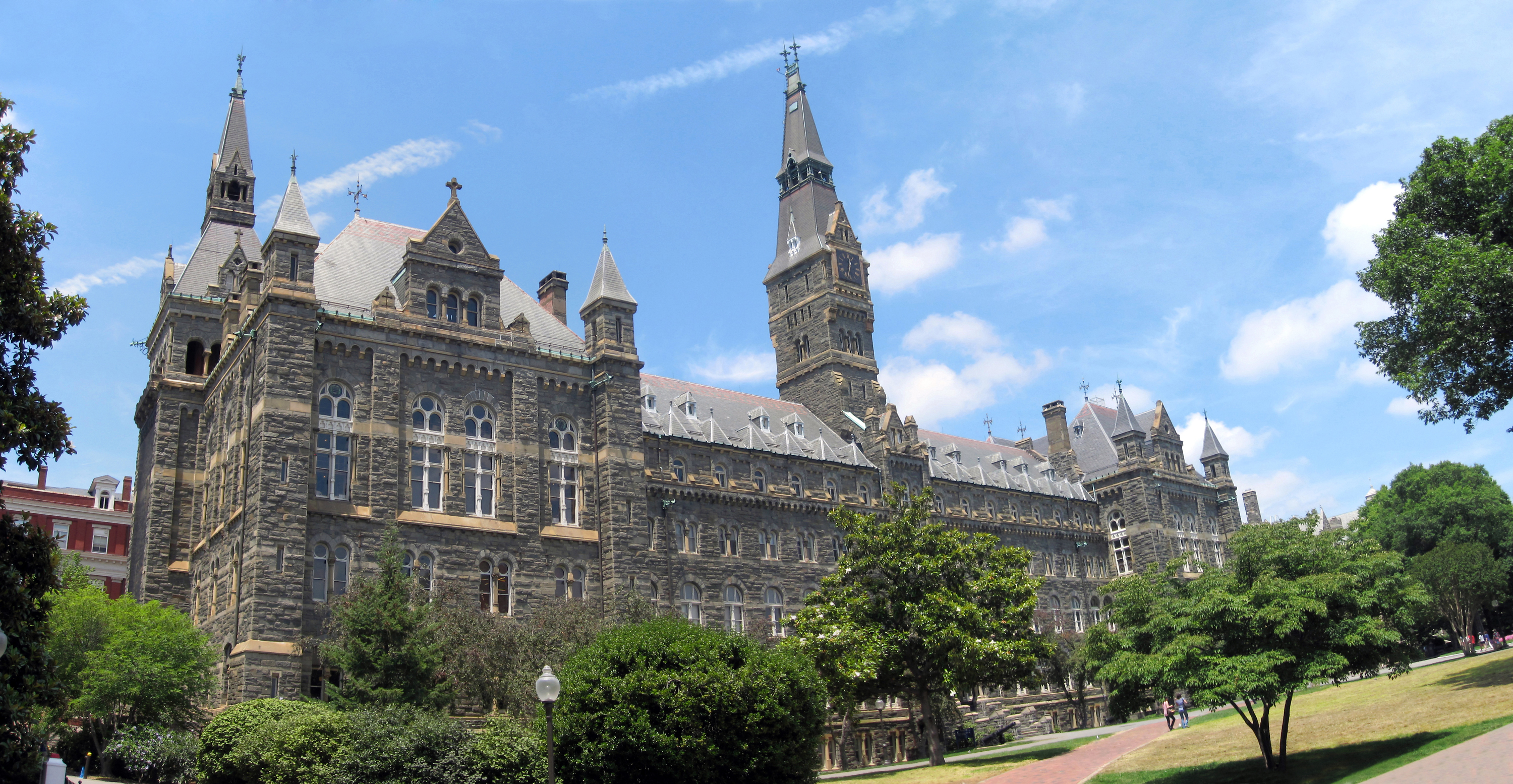
Healy Hall med klocktornet är universitetets huvudbyggnad.
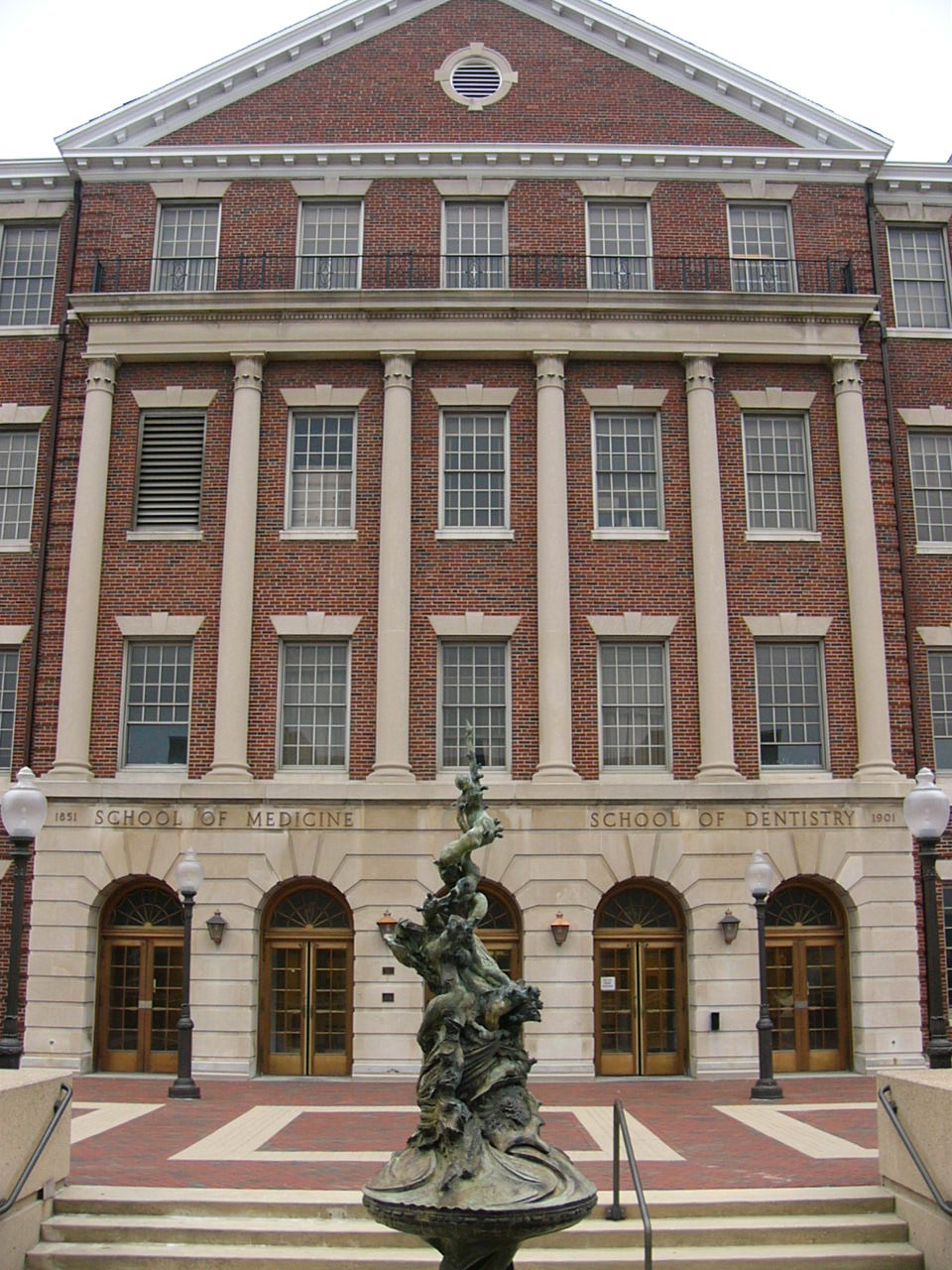
Georgetown University School of Medicine.
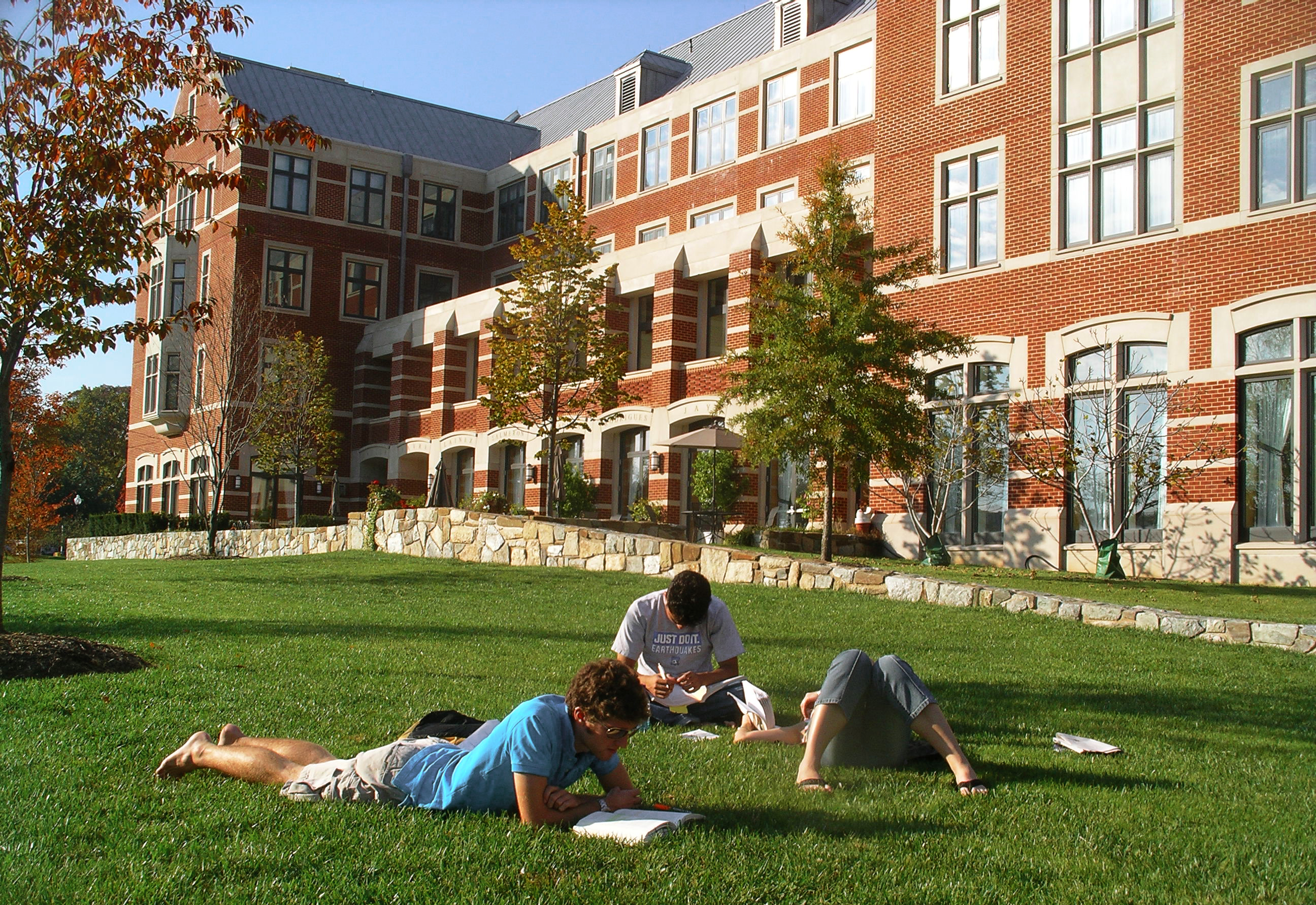
Studenter pluggar utanför Wolfington Hall Jesuit Residence.